# Kathryn Keeler
Kathryn Elliott Keeler (Galveston, 3 de noviembre de 1956) es una deportista estadounidense que compitió en remo.
Participó en los Juegos Olímpicos de Los Ángeles 1984, obteniendo una medalla de oro en la prueba de ocho con timonel. Ganó una medalla de plata en el Campeonato Mundial de Remo de 1982.

## Palmarés internacional
| Juegos Olímpicos   | Juegos Olímpicos             | Juegos Olímpicos | Juegos Olímpicos   |
| Año                | Lugar                        | Medalla          | Prueba             |
| ------------------ | ---------------------------- | ---------------- | ------------------ |
| 1984               | Los Ángeles (Estados Unidos) | Medalla de oro   | Ocho con timonel   |
| Campeonato Mundial |                              |                  |                    |
| Año                | Lugar                        | Medalla          | Prueba             |
| 1982               | Lucerna (Suiza)              | Medalla de plata | Cuatro con timonel |